# Mustapha Bangura
Mustapha Bangura, o Moustapha, soprannominato Hadji (Freetown, 24 ottobre 1989), è un ex calciatore sierraleonese, attaccante.

## Caratteristiche tecniche
Trequartista, poteva giocare anche come esterno o ala destra, o anche come attaccante.

## Carriera

### Club
Ha giocato nella massima serie della Sierra Leone ed in quella di Cipro.

### Nazionale
Gioca nella Nazionale della Sierra Leone dal 2006.

## Palmarès

### Club

#### Competizioni nazionali
- Campionato cipriota: 1

Omonia: 2010